# كونراد وولف
كونراد وولف (بالألمانية: Konrad Wolf) (و. 1925 – 1982 م) هو مخرج أفلام، وسياسي، وكاتب سيناريو من ألمانيا الشرقية، وجمهورية فايمار، وألمانيا النازية، والاتحاد السوفيتي، ولد في هشينغن، توفي في برلين الشرقية، عن عمر يناهز 57 عاماً، بسبب سرطان.

## التعليم
تعلم في معهد غيراسيموف للسينما (1949–1954)، وKarl Liebknecht School ‏.

## جوائز
حصل على جوائز منها:
- الجائزة الوطنية لجمهورية ألمانيا الديمقراطية (1979)
- Art Award of the FDGB  [لغات أخرى]‏، عن عمل: Mama, I'm Alive [الإنجليزية]‏ (1977)
- نيشان كارل ماركس (1974)
- جائزة الجمهورية الديمقراطية الألمانية للفنون، عن عمل: Goya or the Hard Way to Enlightenment [الإنجليزية]‏ (1971)
- الجائزة الوطنية لجمهورية ألمانيا الديمقراطية، عن عمل: Goya or the Hard Way to Enlightenment [الإنجليزية]‏ (1971)
- Johannes-R.-Becher-Medaille [الإنجليزية]‏ (1969)
- الجائزة الوطنية لجمهورية ألمانيا الديمقراطية، عن عمل: I Was Nineteen [الإنجليزية]‏ (1968)
- ، عن عمل: Divided Heaven (film) [الإنجليزية]‏ (1965)
- وسام الاستحقاق الوطني (1965)
- الجائزة الوطنية لجمهورية ألمانيا الديمقراطية، عن عمل: Stars (film) [الإنجليزية]‏ (1959)
- وسام جدارة المعركة  [لغات أخرى]‏
- ميدالية الانتصار على ألمانيا في الحرب الوطنية العظمى 1941-1945
- وسام النجمة الحمراء
- لقب الشرف
- ترتيب الاستحقاق الوطني الفضي.

## وصلات خارجية
- كونراد وولف على موقع IMDb (الإنجليزية)
- كونراد وولف على موقع مونزينجر (الألمانية)
- كونراد وولف على موقع ألو سيني (الفرنسية)
- كونراد وولف على موقع أول موفي (الإنجليزية)
- كونراد وولف على موقع قاعدة بيانات الأفلام السويدية (السويدية)
- كونراد وولف على موقع قاعدة بيانات الفيلم (الإنجليزية)
- كونراد وولف على موقع كينوبويسك (الروسية)